# Alfred Burdon Ellis
Alfred Burdon Ellis (* 1852; † 1894) war ein britischer Offizier und Autor, der an der Sklavenküste und Goldküste von Westafrika ethnographische, linguistische und historische Forschungen betrieb.
Zu seinen bekanntesten Werken zählen die Bücher über die die Religion, Sitten, Gebräuche, Gesetze und Sprachen der Ewe-sprachigen und Yoruba-sprachigen Bewohner der Sklavenküste sowie der Tshi [= Twi]-sprachigen Bewohner der Goldküste Westafrikas.
In einem weiteren Werk beschrieb er die westafrikanischen Inseln St. Helena, Ascension, Fernando Póo, Los, St. Vincent, San Antonio, Goree, Gran Canaria, Teneriffa und Madeira.

## Werke
- The Land of Fetish. Chapman & Hall, 1883
- West African Islands. London, Chapman and Hall, 1885, First edition
- South African sketches. London, Chapman and Hall, 1887
- The Tshi-Speaking Peoples of the Gold Coast of West Africa : their religion, manners, customs, laws, language etc. London. Chapman & Hall, 1887 Digitalisat
- A history of the Gold Coast of West Africa. London 1893 Digitalisat
- The Yoruba-Speaking peoples of the Slave Coast of West Africa : their religion, manners, customs, laws, language etc. ; with an appendix containing a comparison of the Tshi, Ga, Ewe and Yoruba languages. London. Chapman and Hall, 1894 Digitalisat
- The Ewe-speaking peoples of the slave coast of West Africa : their religion, manners, customs, laws, languages etc. London 1890 Digitalisat (Inhalt: Introductory - Religious beliefs - General deities - Tribal deities - Local deities - Amulets, omens, and various superstitions - The indwelling spirits and souls of men - Human sacrifices - The priesthood - Ceremonies at birth, marriage, and death - System of government - Military system of Dahomi - Laws and customs - Language - Proverbs and folk-lore - History of Dahomi.)

| Personendaten    | Personendaten                 |
| ---------------- | ----------------------------- |
| NAME             | Ellis, Alfred Burdon          |
| KURZBESCHREIBUNG | britischer Offizier und Autor |
| GEBURTSDATUM     | 1852                          |
| STERBEDATUM      | 1894                          |